# منظمة الصحة والتعليم للجميع
منظمة الصحة والتعليم للجميع (بالإنجليزية: Health and Education for All)‏ واختصارًا (بالإنجليزية: HEAL)‏ هي مؤسسة خيرية غير ربحية مسجلة في المملكة المتحدة تعمل في الهند. وفي المملكة المتحدة، تقوم أنشطة هذه المنظمة غير الربحية في جمع التبرعات وزيادة الوعي بالجوانب الصحية والتعليمية، في حين تعمل الهيئة المرتبطة بها في الهند (بالإنجليزية: HEAL India)‏، على توفير الصحة والتعليم والسكن والدعم للأطفال الفقراء في الهند.

## تاريخ
في عام 1992، قرر الدكتور كونيرو ساتيا براساد(بالإنجليزية: Koneru Satya Prasad)‏، المؤسس لمؤسسة HEAL بعد انتقاله إلى المملكة المتحدة، تحويل منزل أجداده في الهند إلى دار للأيتام. كان دار الأيتام هذا يأوي 26 طفلاً. لاحقا تم تسجيل HEAL كمؤسسة خيرية في المملكة المتحدة. ثم تأسست شركة HEAL India في عام 1993 لزيادة الأنشطة الخيرية في الهند. وبهدف تعزيز النمو الشامل والصحة والتعليم للأطفال الأيتام والفقراء، تم إنشاء حرم سكني في عام 1999 ويضم الآن حوالي 225 طفلًا يتيمًا. من أجل زيادة الحملة الخيرية، تم تسجيل حملات HEAL الخيرية باسم HEAL USA في الولايات المتحدة الأمريكية عام 2008، و HEAL Australia في أستراليا عام 2014 و HEAL Spain في إسبانيا عام 2015. يتم تمويل مدرسة HEAL Paradise من قبل مؤسسة هانز وتوفر التعليم المجاني والمأوى والرعاية الصحية لـ 1000 من أطفال الشوارع في جونتور.

## روابط خارجية
- الموقع الرسمي